# Empelt de bruixa

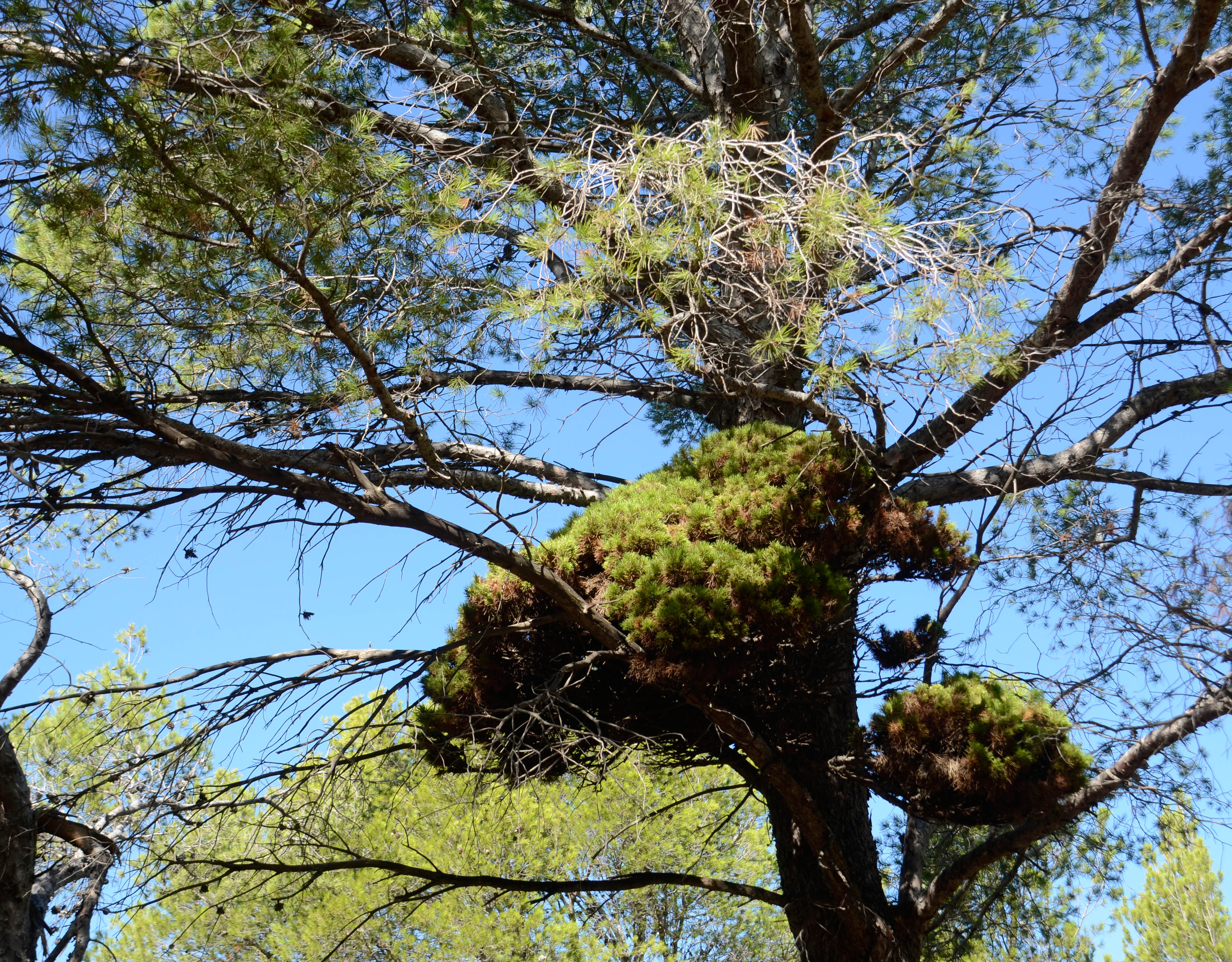
Empelt de bruixa en un pi a Mallorca

L'empelt de bruixa, granera de bruixa/bruixes o escopinada de gegant és un tipus de malaltia o deformació que pateixen les plantes llenyoses, sobretot els pins. Per culpa d'un paràsit, l'estructura de la planta es veu alterada, i un gran nombre de brots nans creixen d'un mateix punt, creant una bola densa de vegetació. Sovint, aquesta vegetació és d'un color més clar que la resta de la planta.

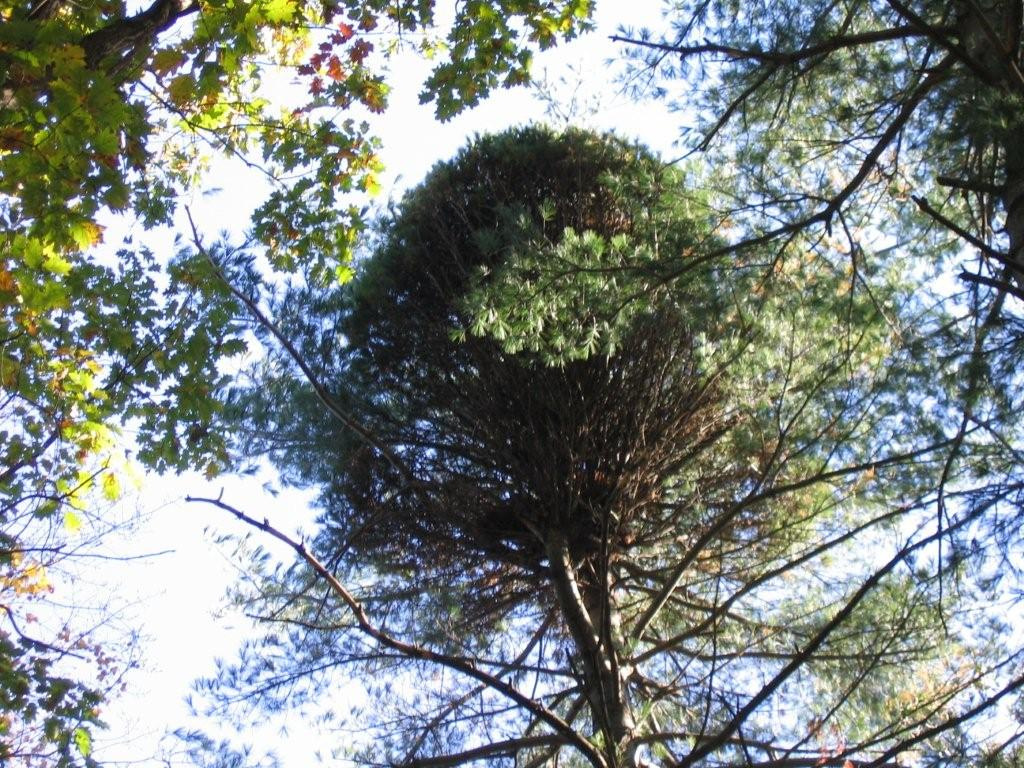
Empelt de bruixa en un exemplar de l'espècie Pinus strobus

Als Països Catalans, aquesta deformació sol ser producte del plasmidi Candidatus Phytoplasma pini, que afecta les coníferes del gènere Pinus. Aquest és un microorganisme que viu sempre a l'interior de les cèl·lules d'altres organismes, ja que li manquen una membrana cel·lular, un sistema metabòlic i un sistema reproductiu propis. Les plantes s'infecten a través de les ferides fetes per diferents espècies d'animals (com ocells, insectes o humans) o pel frec de les branques d'un arbre infectat.
Els empelts de bruixa solen produir unes pinyes nanes però amb llavors perfectament viables, que quan es planten produeixen uns arbres de mida reduïda i creixement lent, una espècie de bonsai natural.

## Lligam extern
- Paraules nostres: Empelt de bruixa per Joan Albert Ribas